# Guillaume Bijl
Guillaume Bijl (* 19. März 1946 in Antwerpen; † 14. Juni 2025) war ein belgischer Konzeptkünstler.

## Leben und Werk

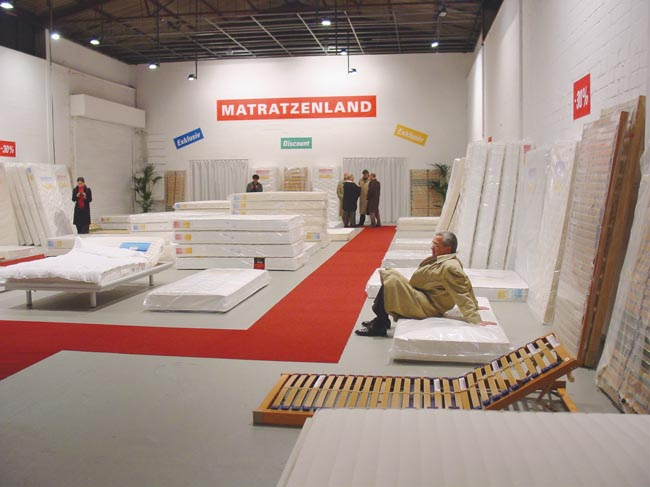
Matratzen-Discount, Kunsthalle Münster 2002
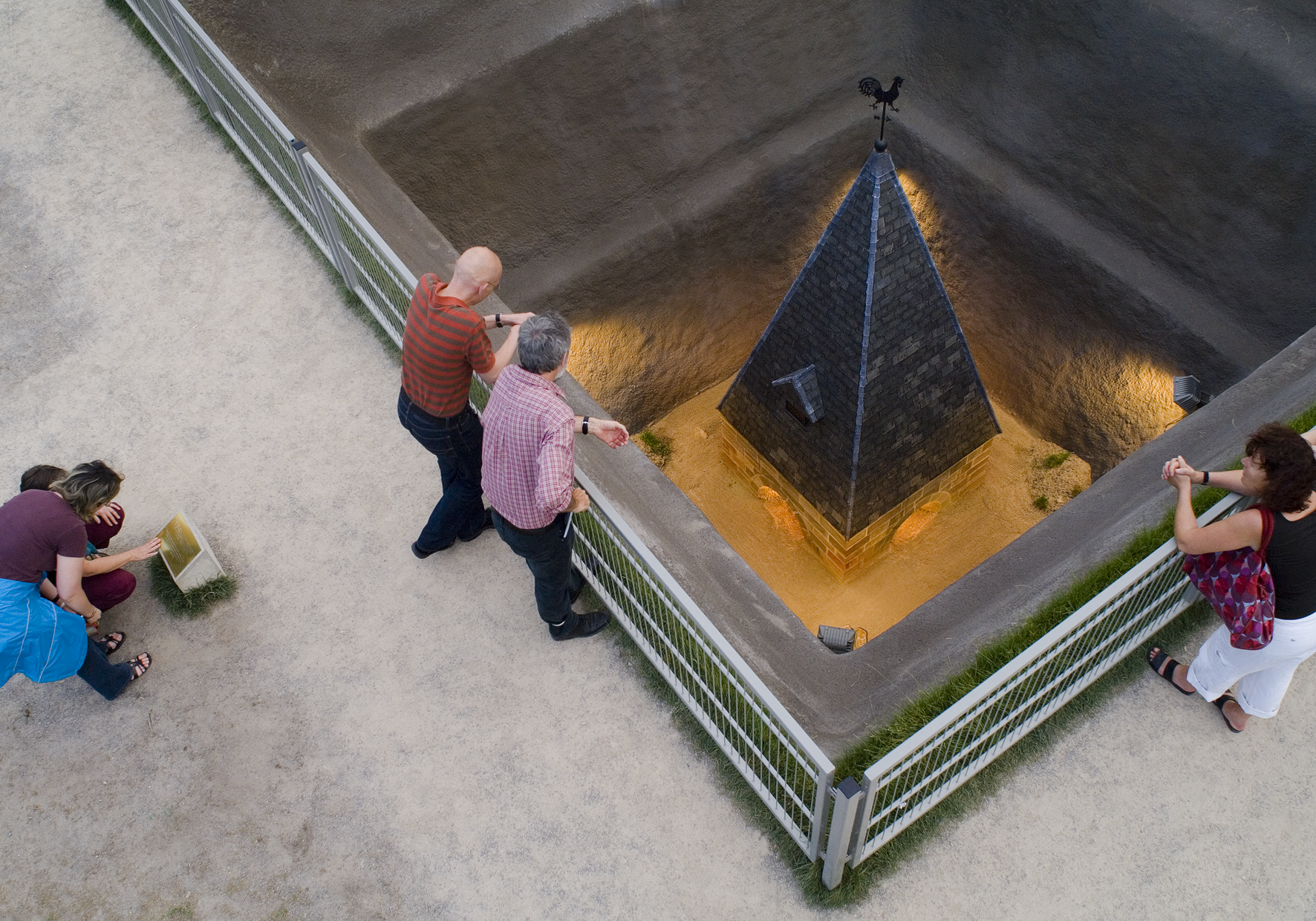
Archaeological Site (A Sorry Installation). Skulptur.Projekte, Münster 2007
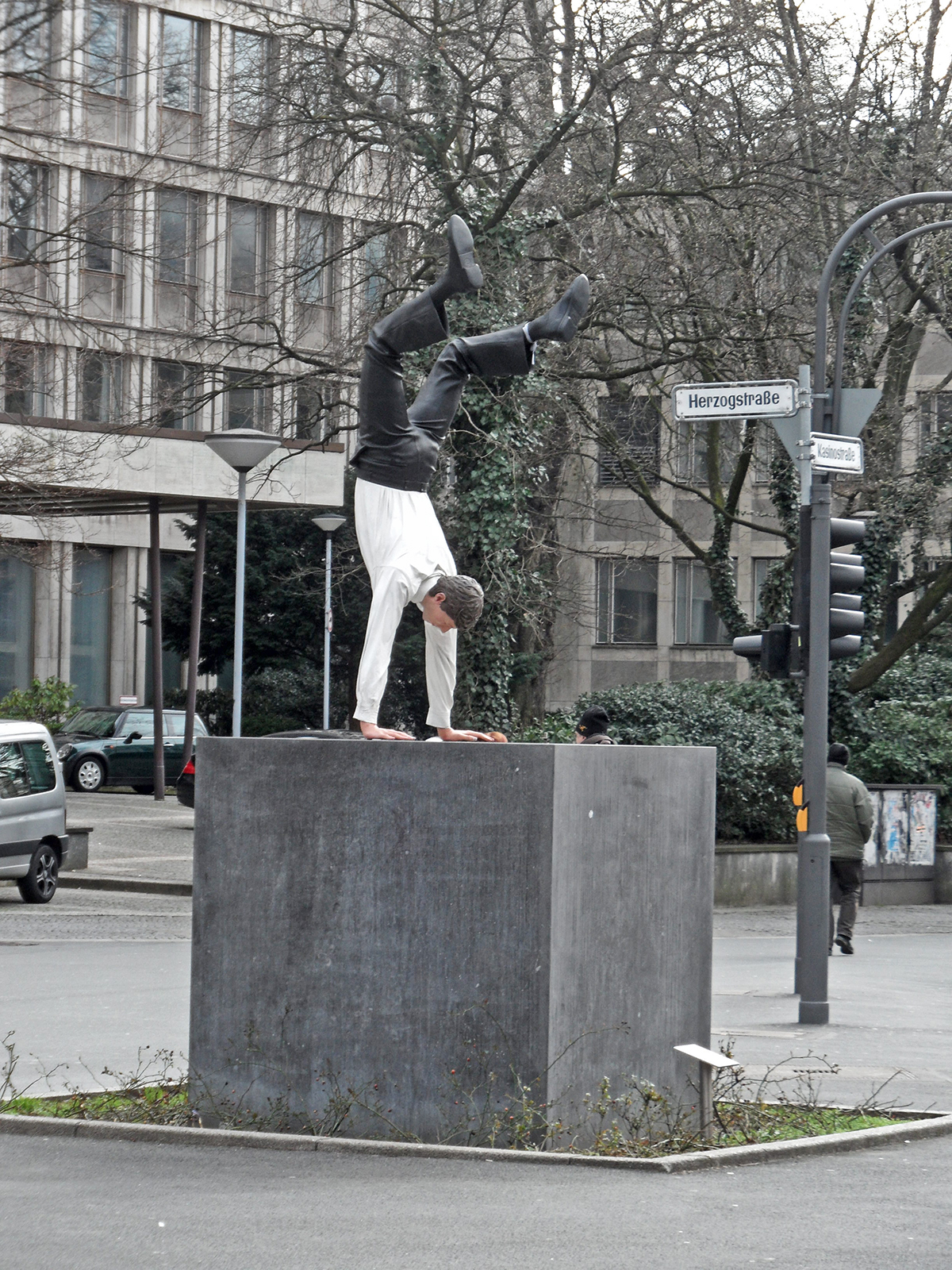
Ein neuer erfolgreicher Tag (ohne Aktenkoffer und Krawatte), Wuppertal 2008
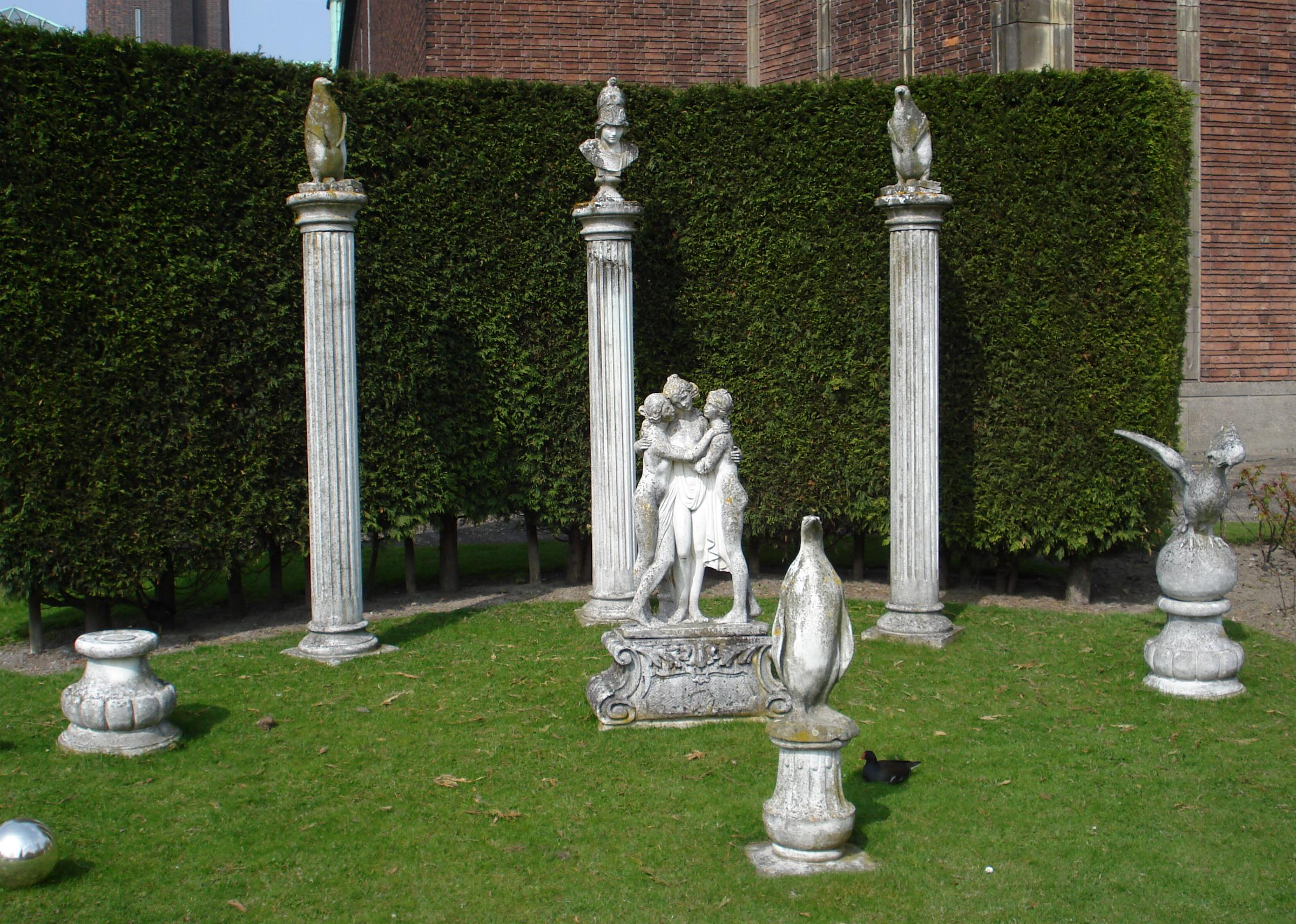
Composition trouvée, Museum Boijmans Van Beuningen, Rotterdam 2010
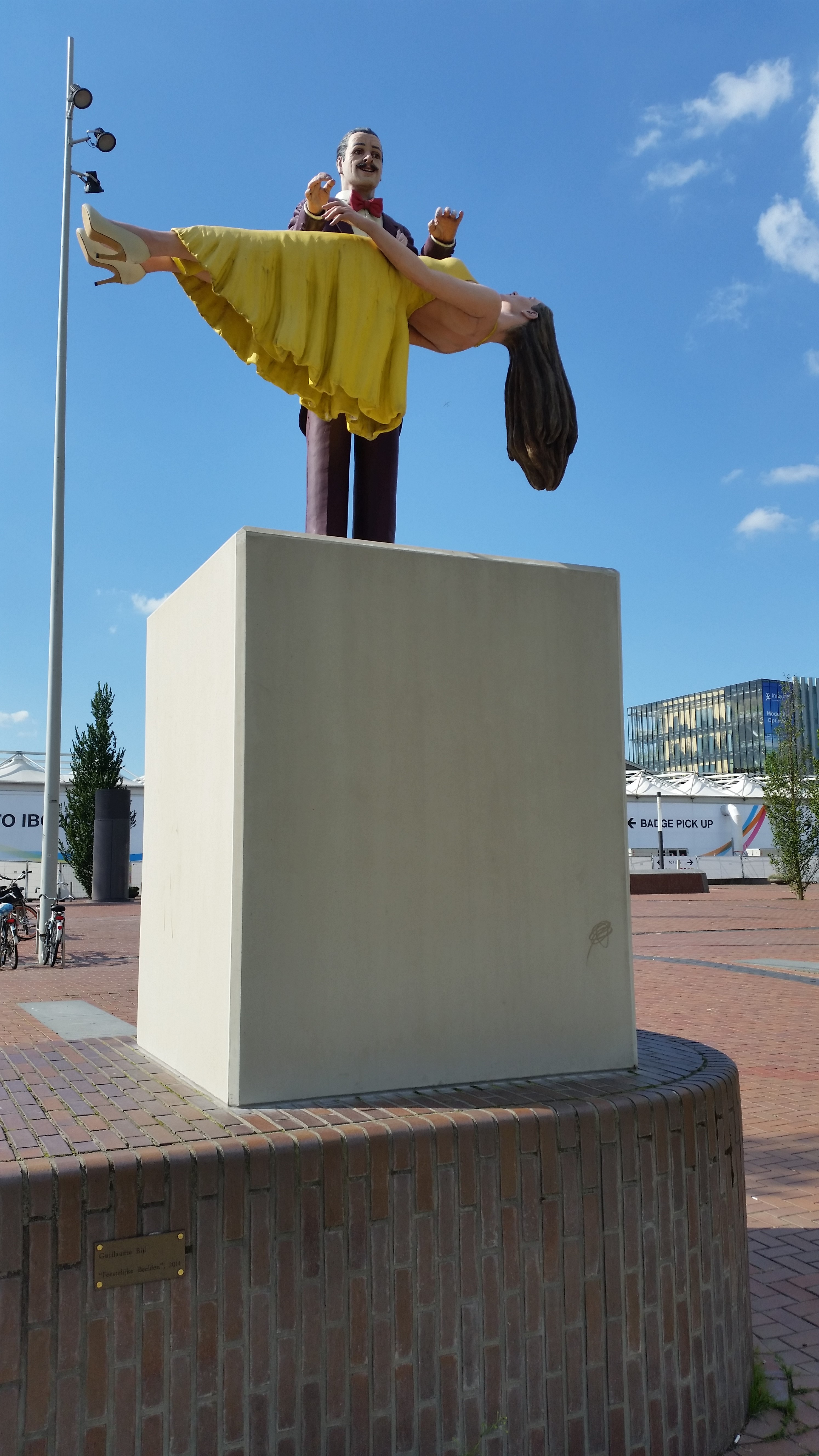
Illusionist aus der Gruppe Feestelijke beeldenreeks, Amsterdam 2014
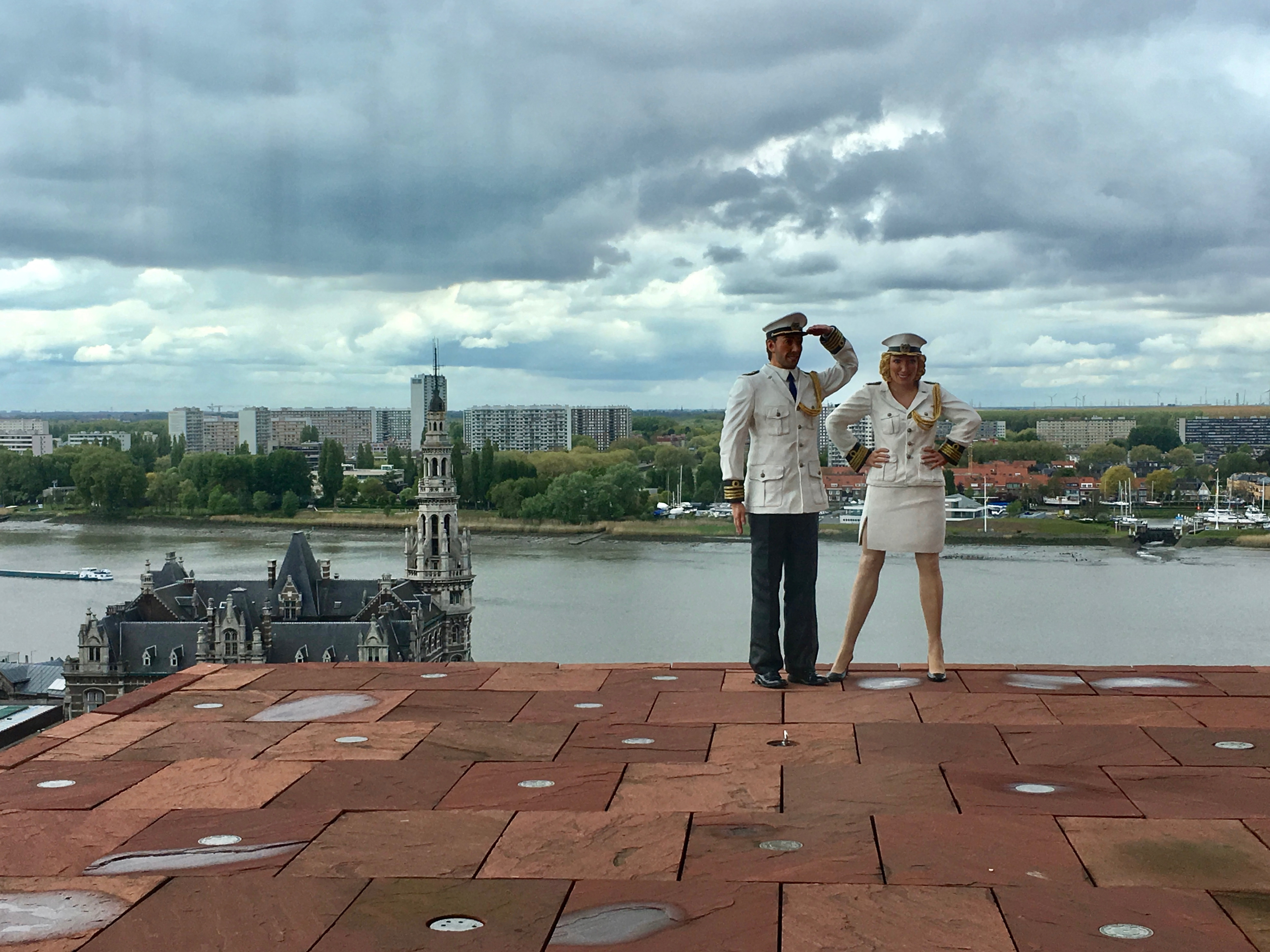
Groetend Admiraal Koppel, Museum aan de Stroom, Antwerpen 2016
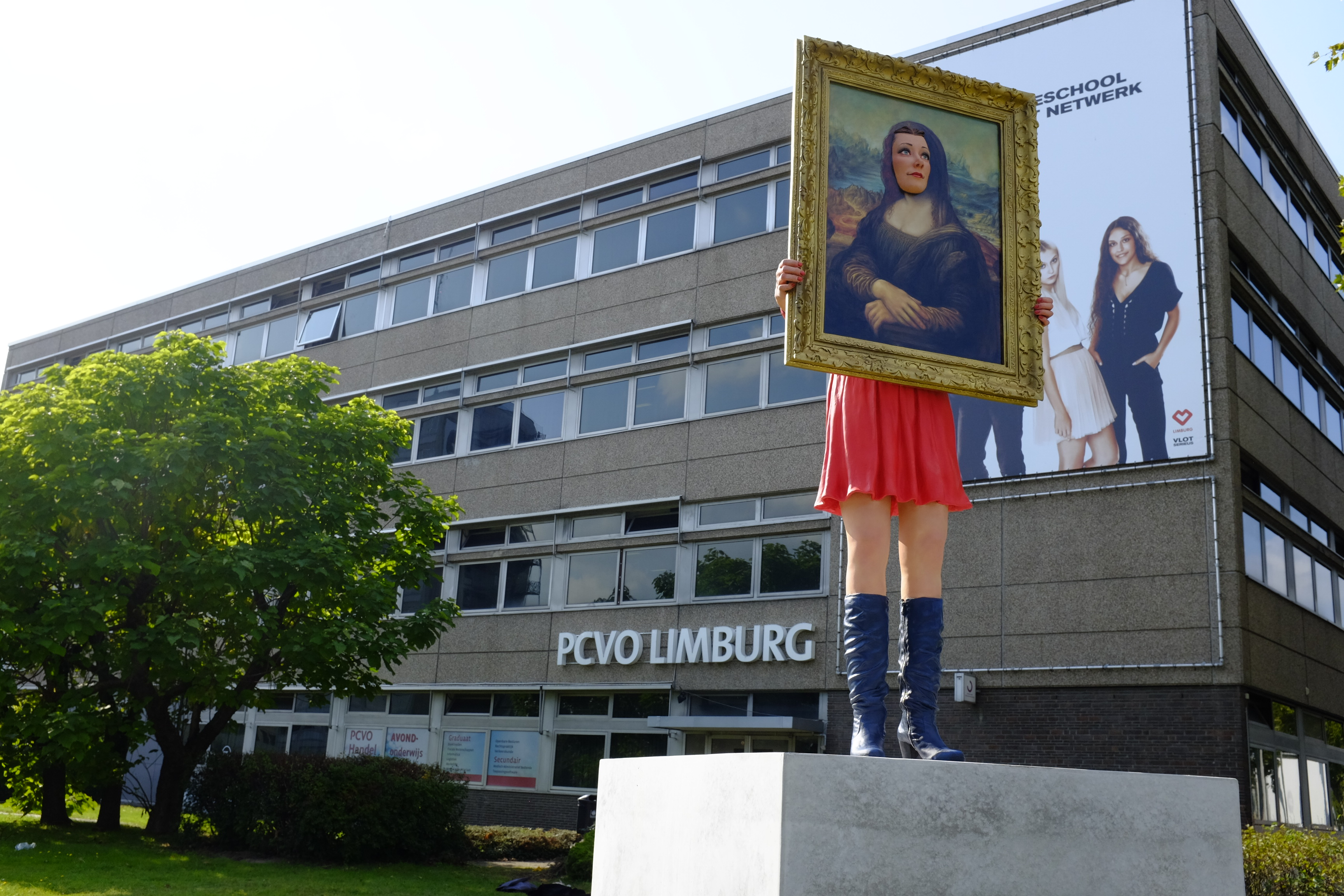
Mona Lisa, Stedelijke Academie voor Schone Kunsten, Hasselt 2017
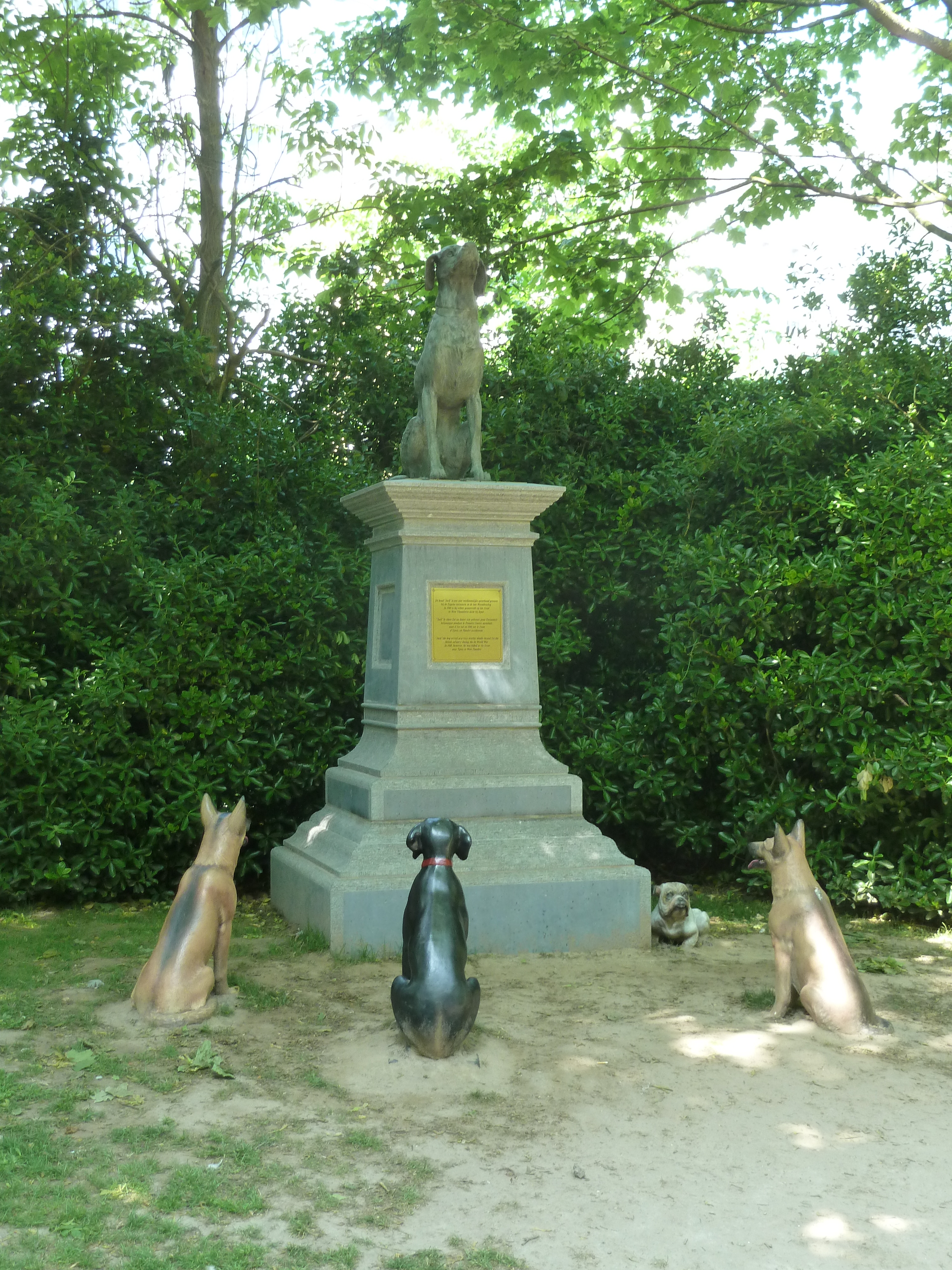
Sorry, Oostende 2018

Bijls Vater war Hafenarbeiter, seine Mutter arbeitete für eine Telefongesellschaft. In den 1960er Jahren wandte sich der Autodidakt der Malerei zu und fand Gefallen am Impressionismus, Expressionismus, Surrealismus und der Abstrakten Kunst. Während eines Wirtschaftsstudiums arbeitete Bijl eine Zeit lang bei einer Bank in Brüssel. Nach Abbruch des Studiums schickten ihn seine Eltern auf eine Berufsfachschule in Antwerpen. Bijl war fast zehn Jahre in Teilzeit in der Kunstabteilung einer Buchhandlung in Antwerpen tätig. In den späten 1960er Jahren studierte er am Royal Institute for Theatre, Cinema, and Sound (RITCS) an der Erasmushogeschool in Brüssel, was er nach nur einem Jahr wieder aufgab, um sich ganz der Kunst zu widmen. Insgesamt war Bijl 14 Jahre als Maler aktiv, bevor 1979 seine erste Installation entstand.
Bijls Installationen thematisieren pseudo-historische Räume und typische Räume der Freizeit- und Konsumgesellschaft. Sein Werk ist eine kritisch-ironische Auseinandersetzung mit dem Kulturtourismus.  In den 1980er Jahren installierte er Szenen aus Büros, Supermärkten, Krankenhausfluren und Fitnesscentern in Kunsträumen.
2007 gewann Bijl den Sparda-Kunstpreis NRW der Stiftung Kunst, Kultur und Soziales der Sparda-Bank West in Wuppertal, wonach im folgenden Jahr seine Installation Ein neuer erfolgreicher Tag am Ende der Herzogstraße in der Elberfelder Innenstadt aufgestellt wurde. Die Skulptur zeigt einen Anzug tragenden Mann, der einen Handstand ausführt. Dem Objekt wurde von Vandalen mehrfach die herunterhängende Krawatte und der nebenstehende Koffer entwendet.
Seit 2014 steht seine aus sechs Skulpturen bestehende Feestelijke beeldenreeks (Festliche Bilderserie) den Europaplatz vor dem Amsterdamer Messe- und Kongresszentrum RAI. Die Gruppe besteht aus sechs Einzelkomponenten und zeigt jeweils zwei Stelzenläufer, Illusionisten mit Schwebender Jungfrau und übergroße Festzugsfiguren mit davorstehendem Träger.
Im April 2015 wurde Bijls Arbeit Archaeological Site (A Sorry Installation) von 2007, eine fingierte, unwirklich erscheinende Ausgrabungsstätte eines halb freigelegten Kirchturmes inmitten eines tiefen, gegrabenen Loches in Münster, nach Absprache mit Kurator Kasper König zugeschüttet, nachdem sich die Verantwortung für das Objekt nach der Ausstellung Skulptur.Projekte „in einem Schwebzustand“ befand.
Im Leopoldspark der belgischen Stadt Oostende steht seit 2018 Bijls Statue eines Hundes namens Jack, der von vier weiteren Hunden umgeben ist, von denen drei die Statue betrachten. Das Werk trägt den Titel Sorry. Die Installation soll an die britischen Spürhunde des Ersten Weltkriegs erinnern.
Von 2001 bis 2011 war Bijl als Professor für Bildhauerei an der Kunstakademie Münster tätig. Der Künstler lebte in Antwerpen.
Guillaume Bijl starb im Alter von 79 Jahren.

## Ausstellungen (Auswahl)
- 1988 Biennale di Venezia – Venedig
- 1989 Galerie Isy Brachot, Brüssel
- 1992 Documenta IX, Kassel
- 1996 Museum van Hedendaagse Kunst, Antwerpen; Kunstverein Hannover
- 1998 Neue Galerie Graz
- 1999 Biennale di Venezia – Arsenale 99; Galerie Friebe, Lüdenscheid
- 2000 Galerie Fons Welters, Amsterdam
- 2002 Museum der bildenden Künste, Leipzig; Tate Liverpool
- 2003 David Zwirner, New York; Museum van Hedendaagse Kunst Antwerpen; Ausstellungshalle zeitgenössische Kunst Münster; David Zwirner, New York
- 2007 Skulptur.Projekte, Münster
- 2008 Scape Biennal, Christchurch; CAPC Museum für zeitgenössische Kunst, Bordeaux; Marta Herford, Herford; Fonds régional d'art contemporain (FRAC), Périgueux
- 2009 Biennale di Venezia, Dänischer Pavillon; Hedah, Maastricht; National Museum of Singapore, Singapur; Halle für Kunst, Lüneburg;
- 2010 Museum Ludwig, Köln
- 2011 Witte de With, Rotterdam; Galerie Nagel Draxler, Köln/Berlin